# Allein gegen das Gesetz
Allein gegen das Gesetz (Originaltitel: Il vero e il falso) ist ein italienischer Kriminalfilm des Regisseurs Eriprando Visconti aus dem Jahr 1972.

## Handlung
Im 100 Kilometer von Rom entfernt gelegenen Ort Latina soll Luisa Santini die Geliebte ihres Mannes, Norma Zeitzler, ermordet haben. Die Angeklagte beteuert zwar ihre Unschuld, aber die Indizien sprechen gegen sie. Staatsanwalt Turrisi sieht die Chance, durch diesen Fall eine Beförderung nach Rom zu bekommen, und sorgt dafür, dass der Prozess in großer Eile vorangetrieben wird. Einzig der junge und unerfahrene Strafverteidiger Marco Manin zweifelt an der Schuld Santinis. Turrisi erreicht schließlich den Schuldspruch und wird im Anschluss in der Tat befördert. Wegen Totschlags im Affekt wird Luisa Santini zu zehn Jahren Gefängnis verurteilt. Marco Manin wechselt daraufhin aus Enttäuschung über die Justiz aus dem Straf- ins Zivilrecht.
Luisa Santini werden wegen guter Führung drei Jahre ihrer Strafe erlassen, so dass sie nach sieben Jahren wieder auf freien Fuß kommt. Manin, der offenbar auch ein romantisches Interesse an Santini hat, holt sie aus dem Gefängnis ab und hilft ihr bei den ersten Schritten in Freiheit. Zudem ermittelt er die derzeitige Adresse ihres Ehemanns, der unterdessen in Rom mit einer neuen Geliebten zusammenlebt. Als Santini ihren Mann aufsucht, sieht sie, dass die vermeintliche neue Geliebte Norma Zeitzler ist, für deren Ermordung sie verurteilt wurde. In blinder Wut tötet sie die Frau und beharrt in der Folge darauf, dass sie nicht mehr gesetzlich verfolgt werden könne, da sie die Strafe dafür bereits verbüßt hätte. Trotzdem wird ihr erneut der Prozess gemacht.
Anwalt Manin beschließt daraufhin Luisa Santini zu verteidigen und auch das alte Verfahren wieder aufzurollen, Turrisi fungiert erneut als Staatsanwalt.

## Kritik
„Holprig inszenierter Kriminalfilm mit Unglaubwürdigkeiten und Klischees.“